# Звёздные войны. Эпизод V: Империя наносит ответный удар
«Империя наносит ответный удар» (англ. The Empire Strikes Back), впоследствии выпущенный под названием «Звёздные войны. Эпизод V: Империя наносит ответный удар» (англ. Star Wars. Episode V: The Empire Strikes Back) — эпическая космическая опера 1980 года режиссёра Ирвина Кершнера, снятая по сценарию Джорджа Лукаса, Ли Брэкетт и Лоуренса Кэздана. Является вторым фильмом из серии фильмов «Звёздные войны», второй частью из оригинальной трилогии «Звёздных войн», второй частью из «Саги Скайуокеров» по выпуску и пятой в хронологическом порядке. Продолжение фильма «Звёздные войны. Эпизод IV: Новая надежда» и четвёртая полнометражная картина, выпущенная компанией Lucasfilm. Изначально фильм получил неоднозначные отзывы критиков, хотя и был коммерчески успешен. Однако по прошествии времени многие его недостатки стали восприниматься как достоинства, и он стал считаться одним из лучших эпизодов саги «Звёздные войны» и одним из самых высоко оценённых фильмов в истории кино. В течение первоначального проката фильма и нескольких его переизданий кассовые сборы превысили 538 млн долларов по всему миру, что делает его самым кассовым фильмом 1980 года. С учётом инфляции фильм стал 12-м самым кассовым фильмом в США и Канаде с 2010 года. Также фильм занимает 15-е место в списке «250 лучших фильмов по версии IMDb».

## Сюжет
«Для повстанцев настали тяжёлые времена. Хотя Звезда смерти была уничтожена, имперские войска выбили повстанцев с их базы и преследуют по всей галактике.
Избегая встречи с грозным имперским звёздным флотом, группа борцов за свободу, ведомая Люком Скайуокером, обустроила новую секретную базу на отдалённой заснеженной планете Хот.
Тёмный лорд ситхов Дарт Вейдер, одержимый желанием найти молодого Скайуокера, разослал тысячи разведывательных зондов в самые далёкие уголки космоса…»
Оригинальный текст (англ.)It is a dark time for the Rebellion. Although the Death Star has been destroyed, Imperial troops have driven the Rebel forces from their hidden base and pursued them across the galaxy.

Evading the dreaded Imperial Starfleet, a group of freedom fighters led by Luke Skywalker has established a new secret base on the remote ice world of Hoth.

The evil lord Darth Vader, obsessed with finding young Skywalker, has dispatched thousands of remote probes into the far reaches of space. …
— Вступление
Гражданская война продолжается. Несмотря на уничтожение «Звезды смерти», Галактическая Империя захватила базу повстанцев на планете Явин IV и продолжает поиски мятежников. Альянс повстанцев устраивает новую базу на далёкой ледяной планете Хот, на самом краю Галактики. Дарт Вейдер лично руководит поиском повстанцев. По его приказу во все уголки Галактики рассылаются зонды-разведчики.
Люк Скайуокер обнаруживает один из зондов Империи на Хоте, однако в этот момент на него нападает снежное чудовище Вампа и утаскивает Скайуокера в свою пещеру. Очнувшись, Люк с помощью Силы и светового меча ускользает от Вампы, но попадает в снежную бурю. На базе повстанцев обеспокоены отсутствием Люка, и из-за плохой погоды Хан Соло в одиночку отправляется на его поиски. Находясь уже в предобморочном состоянии, Люк видит призрак силы Оби-Вана Кеноби, который говорит ему лететь на планету Дагоба и стать учеником Йоды. Люк падает в обморок, и в этот момент его находит Хан Соло. Наутро буря утихает, и Люка с Ханом находят. В это время базу повстанцев обнаруживает еще один зонд-разведчик. Он успевает передать снимки Империи, прежде чем самоуничтожиться из-за атаки Хана Соло и Чубакки.
Дарт Вейдер готовит атаку на базу повстанцев и направляет туда имперский флот. Убедившись, что планета Хот прикрыта силовым полем, он отдаёт приказ о высадке наземного отряда. Повстанцы вступают в неравный бой с мощным наземным отрядом Империи, выигрывая время для эвакуации транспорта. Имперские войска уничтожают генератор поля, после чего базу наводняют имперские штурмовики. Хан Соло, Чуббака, Лея Органа и C-3PO едва успевают улететь на «Соколе».
Люк отправляется на планету Дагоба, где находит Йоду и проходит под его руководством обучение искусству владения Силой. Во время медитации он наблюдает видение: своих друзей в плену у Вейдера на планете Беспин. Йода объясняет Люку, что он видел будущее, убеждает, что Люк должен завершить обучение, иначе он, спасая друзей, рискует проиграть Вейдеру и Императору, и встать на Тёмную сторону. Несмотря на предупреждение, Люк приостанавливает обучение, обещая вернуться и отправляется на Беспин. Оба мастера-джедая уверены в способностях Люка, но Йода говорит, что если Люк проиграет, то есть «ещё один Скайуокер».
Сразу после взлёта с Хота «Сокол Тысячелетия» с Ханом, Чубаккой, Леей и C-3PO на борту из-за поломки гипердвигателя не может ускользнуть от имперского флота в гиперпространство. Хан Соло решает скрыться в астероидном поле, где по случайности оказывается в желудке гигантского космического монстра, живущего в пещере одного из астероидов. Невзирая на потери, Дарт Вейдер ведёт флот в пояс астероидов. С ним связывается император Палпатин и приказывает доставить ему Люка - сына Энакина Скайуокера. Дарт Вейдер призывает к себе охотников за головами, в числе которых находится и Боба Фетт, отправленный Джаббой Хаттом на поиски Соло. «Сокол» спасается из желудка монстра и прикрепляется к корпусу звёздного разрушителя. После того, как имперская эскадра сбрасывает мусор (это стандартная процедура перед переходом в гиперпространство) вместе с «Соколом» и уходит в гиперпространство, Хан Соло ведёт корабль на Беспин, где его смогут отремонтировать. Однако Фетт разгадал уловку Соло, также спрятал корабль в мусоре и выследил героев.
На Беспине Соло встречается с Лэндо Калриссианом, своим давним другом и первым владельцем «Сокола», проигравшим Хану свой корабль в честной азартной игре. Калриссиан обещает помощь героям, но приводит их к Дарту Вейдеру, который опередил Хана и ждал его на Беспине. Имперские силы захватывают Лею, Хана и Чубакку и разносят на куски C-3PO. Вейдер желает захватить Люка Скайуокера, чтобы переманить его на Тёмную сторону Силы. Вейдер приказывает отправить Хана Соло к Джаббе Хатту, предварительно заморозив его в карбоните. Так он хочет проверить этот метод и впоследствии применить его к Люку Скайуокеру, чтобы исключить возможность его побега во время транспортировки к Императору.
Люк добирается до Беспина и вступает в поединок с Дартом Вейдером. Убедившись в вероломности Вейдера и ненадёжности его обещаний, Лэндо объявляет в Облачном городе эвакуацию, а сам с группой верных ему людей освобождает Лею и Чубакку, чтобы улететь с ними на «Соколе» и примкнуть к Восстанию. Чубакка спасает от переработки в металлолом C-3PO; высадившийся с Люком R2-D2 присоединяется к ним. «Сокол» взлетает. Дарт Вейдер сбрасывает Люка в установку по замораживанию, но тот выпрыгивает оттуда и продолжает поединок. В конце концов тёмный владыка загоняет Люка на узкий мостик над пропастью вентиляционной шахты и отсекает Люку правую кисть вместе с мечом.
Вейдер призывает Люка присоединиться к Тёмной стороне, но Люк заявляет Вейдеру, что тот предал и убил его отца. Тогда Вейдер открывает Люку жестокую правду — он и есть его отец. Он зовёт потрясённого страшной правдой Люка за собой, предлагая свергнуть императора и вместе править Галактикой, как отец и сын. Не желая поддаться Тёмной стороне Силы и предпочитая смерть предательству, Люк падает вниз, но ему удаётся зацепиться за конструкции на внешней части вентиляционной системы Облачного города. С помощью Силы он обращается к Лее, та чувствует его зов и заставляет Лэндо вернуться к Облачному городу и найти Люка. «Сокол» подхватывает Люка. Выясняется, что имперские диверсанты-специалисты отключили отремонтированный подчинёнными Лэндо гиперпривод «Сокола», но R2-D2 (которому городской компьютер сообщил о проделках имперских диверсантов на «Соколе») находит неисправность и устраняет её. «Сокол» отправляется на край Галактики, в точку сбора кораблей повстанцев.
Здесь Люку пришивают робо-протез вместо отрубленной кисти. Друзья обсуждают план спасения Хана Соло из плена Джаббы. Лэндо и Чубакка отправляются к Джаббе на «Соколе», за ними скоро отправятся Люк, Лея и дроиды.

## В ролях
| Персонаж                   | Актёр                                                                       | Описание персонажа |
| -------------------------- | --------------------------------------------------------------------------- | --- |
| Люк Скайуокер              | Марк Хэмилл                                                                 | Командир в повстанческом альянсе и в будущем джедай.                                                                                                   |
| Хан Соло                   | Харрисон Форд                                                               | Наёмник, присоединившийся к повстанцам в надежде на оплату с их стороны.                                                                               |
| Принцесса Лея Органа       | Кэрри Фишер                                                                 | Высокопоставленная особа в Альянсе. |
| Дарт Вейдер                | Дэвид Проуз                                                                 | Тёмный лорд Ситхов, правая рука Императора. Ближе к финалу выясняется, что он — родной отец Люка.                                                      |
| Дарт Вейдер                | Джеймс Эрл Джонс (озвучивание)                                              | Тёмный лорд Ситхов, правая рука Императора. Ближе к финалу выясняется, что он — родной отец Люка.                                                      |
| Чубакка                    | Питер Мейхью                                                                | Вуки, близкий друг Хана, второй пилот «Тысячелетнего сокола».                                                                                          |
| Лэндо Калриссиан           | Билли Ди Уильямс                                                            | Старый друг Хана, бывший капитан «Тысячелетнего сокола», а ныне управляющий в Облачном городе.                                                         |
| C-3PO                      | Энтони Дэниелс                                                              | Дроид-переводчик. |
| R2-D2                      | Кенни Бейкер                                                                | Дроид-астромеханик. |
| Адмирал Фирмус Пиетт       | Кеннет Колли                                                                | Адмирал Имперского флота, ранее капитан крейсера «Палач», ставший адмиралом после того, как предыдущий адмирал Кендал Оззель был убит Дартом Вейдером. |
| Генерал Максимилиан Вирс   | Джулиан Гловер                                                              | Генерал Имперской армии, гордость имперских вооружённых сил, одержал победу над повстанцами в битве за Хот.                                            |
| Оби-Ван Кеноби (Бен)       | Алек Гиннесс                                                                | Джедай, первый учитель Люка, убитый в Новой надежде. Является Люку в виде призрака.                                                                    |
| Боба Фетт                  | Джереми Буллок                                                              | Охотник за головами, нанятый Дартом Вейдером, чтобы найти Люка Скайуокера, и Джаббой Хаттом, чтобы найти Хана Соло.                                    |
| Йода                       | Фрэнк Оз (голос и управление куклой)                                        | Старый магистр джедаев, живущий отшельником на Дагобе.                                                                                                 |
| Лобот                      | Джон Холлис                                                                 | Главный помощник Лэндо Калриссиана. |
| Шив Палпатин / Дарт Сидиус | Марджори Итон (образ), Клайв Рэвилл (голос) (оригинальная версия 1980 года) | Император, главный властелин ситхов. |
| Шив Палпатин / Дарт Сидиус | Иан Макдермид (DVD-версия 2004 года)                                        | Император, главный властелин ситхов. |
| Ведж Антиллес              | Денис Лоусон                                                                | Один из трёх выживших пилотов при атаке на первую Звезду Смерти и участник битвы на Хоте.                                                              |
| Вождь Угнот                | Джек Пёрвис                                                                 | |

## Съёмки фильма
- В ноябре 1977 года Лукас нанял писательницу Ли Брэкетт для написания сценария V эпизода на основе его наброска. Закончив первый проект в феврале 1978 года, Брэкетт скоропостижно умерла. Лукасу не понравился этот сценарий, поэтому весной 1978 года ему пришлось написать следующий проект сценария лично. Именно тогда в сюжете появился поворот про родство Дарта Вейдера и Люка. Летом того же года Лукас нанял Лоуренса Кэздана для того, чтобы тот доработал сценарий, написанный Джорджем, по части диалогов, и для более отточенной проработки персонажей, оставляя при этом нетронутой саму сюжетную линию, суть диалогов и повороты. К моменту своего прихода Кэздан закончил первый проект сценария для другого фильма Lucasfilm «В поисках утраченного ковчега». В конце концов, несмотря на то, что Лукас отказался от раннего сценария Брэкетт, именно он настоял на том, чтобы её имя включили в титры (на пару с Кэзданом). Сам же Лукас ограничился упоминанием в качестве автора сюжета, хотя по совокупности проделанной им работы над сценарием он имел право и на полноценное признание в качестве соавтора сценария[6].
- Эпизоды на ледяной планете Хот снимали в южной части Норвегии, в районе ледника Хардангерйокулен (норв. Hardangerjokulen), неподалёку от города Финсе. Съёмки с воздуха проходили с вертолёта «Aerospatiale SA 315B Lama», в наибольшей степени пригодного по сочетанию скорости и грузоподъёмности. Для «ускорения» полёта на экране использовалась замедленная киносъёмка с частотой от 6 до 16 кадров в секунду[7].
- Для комбинированных съёмок использована отработанная в предыдущей части саги технология автоматического управления движением камеры[8]. Фон и актёры снимались отдельно разными камерами формата «Виставижн», 12 параметров движения первой из которых записывались системой «Дайстрафлекс»[9]. Камера, снимавшая другую часть комбинированного кадра, в точности повторяла движения первой на основе полученной записи. Совмещение кадров методом блуждающей маски происходило печатью на трюк-машине с двумя парами кинопроекторов этого же формата. За счёт большой площади кадра, полученный материал превосходил по качеству обычные съёмки других сцен, и для получения сбалансированного изображения резкость и цветопередачу комбинированных съёмок пришлось искусственно ухудшать при печати мастер-позитива[7].
- Диалог Леи и Соло: «Я тебя люблю! — Я знаю» в эпизоде заморозки Хана Соло родился спонтанно, прямо на съёмочной площадке. Ответ «Я знаю» придумал сам Харрисон Форд, поскольку варианты, предлагаемые в сценарии (типа «Я тоже тебя люблю») звучали ненатурально.
- Наиболее важный сюжетный поворот — тот факт, что Вейдер является отцом Люка — хранился в тайне в течение всех съёмок фильма. Чтобы предотвратить преждевременные утечки, в сценарий, выданный актёрам, была вставлена фальшивая страница, в которой Вейдер в финале сцены боя говорит Люку: «Оби Ван убил твоего отца!» Именно эти слова произносил на съёмочной площадке Проуз, игравший Вейдера. Буквально за десять минут до съёмок эпизода Марку Хэммилу сказали, чтобы он, играя реакцию на слова Вейдера, вёл себя так, как будто услышал, что Вейдер — его отец. По словам Хэмилла, истинное содержание диалога на съёмочной площадке знали только трое: он, Лукас и режиссёр Ирвин Кершнер[10]. Впоследствии правильная фраза была вложена в уста Вейдера при озвучивании.
- Персонаж, ставший очень популярным у фанатов саги, охотник за головами, — Боба Фетт — ни разу не был назван по имени в репликах других героев фильма; это имя можно прочесть только в конечных титрах.
- Четырнадцатый фильм в режиссёрской карьере Ирвина Кершнера.

## Музыка

### Список треков для первого выпуска США на LP
- Первый выпуск на LP по RSO.

| №  | Название                        | Длительность |
| -- | ------------------------------- | ------------ |
| 1. | «Star Wars (Main Theme)»        | 5:49         |
| 2. | «Yoda's Theme»                  | 3:24         |
| 3. | «The Training of a Jedi Knight» | 3:17         |
| 4. | «The Heroics of Luke and Han»   | 6:18         |

| №  | Название                                   | Длительность |
| -- | ------------------------------------------ | ------------ |
| 5. | «The Imperial March (Darth Vader's Theme)» | 2:59         |
| 6. | «Departure of Boba Fett»                   | 3:30         |
| 7. | «Han Solo and the Princess»                | 3:25         |
| 8. | «Hyperspace»                               | 4:02         |
| 9. | «The Battle in the Snow»                   | 3:48         |

| №   | Название                 | Длительность |
| --- | ------------------------ | ------------ |
| 10. | «The Asteroid Field»     | 4:10         |
| 11. | «The City in the Clouds» | 6:29         |
| 12. | «Rebels at Bay»          | 5:23         |
| 13. | «Yoda and the Force»     | 4:01         |

| №   | Название         | Длительность |
| --- | ---------------- | ------------ |
| 14. | «The Duel»       | 4:07         |
| 15. | «The Magic Tree» | 3:32         |
| 16. | «Lando's Palace» | 3:52         |
| 17. | «Finale»         | 6:28         |

Длительность : 74:34

### Трек-лист для переиздания Special Edition
| №                   | Название | Длительность              |
| ------------------- | --- | ------------------------- |
| 1.                  | «20th Century Fox Fanfare» (Alfred Newman (1954))                                                                                  | 0:22                      |
| 2.                  | «Main Title/The Ice Planet Hoth»                                                                                                   | 8:08                      |
| 3.                  | «The Wampa's Lair/Vision of Obi-Wan/Snowspeeders Take Flight»                                                                      | 8:44                      |
| 4.                  | «The Imperial Probe/Aboard the Executor»                                                                                           | 4:24                      |
| 5.                  | «The Battle of Hoth" - I. "Ion Cannon" - II. "Imperial Walkers" - III. "Beneath the AT-AT" - IV. "Escape in the Millennium Falcon» | 14:48 4:02 3:37 4:03 3:06 |
| 6.                  | «The Asteroid Field» | 4:15                      |
| 7.                  | «Arrival on Dagobah» | 4:52                      |
| 8.                  | «Luke's Nocturnal Visitor» | 2:35                      |
| 9.                  | «Han Solo and the Princess» | 3:26                      |
| 10.                 | «Jedi Master Revealed/Mynock Cave»                                                                                                 | 5:44                      |
| 11.                 | «The Training of a Jedi Knight/The Magic Tree»                                                                                     | 5:16                      |
| Общая длительность: | Общая длительность: | 62:41                     |

| №                   | Название                                                  | Длительность |
| ------------------- | --------------------------------------------------------- | ------------ |
| 1.                  | «The Imperial March (Darth Vader's Theme)»                | 3:02         |
| 2.                  | «Yoda's Theme»                                            | 3:30         |
| 3.                  | «Attacking a Star Destroyer»                              | 3:04         |
| 4.                  | «Yoda and the Force»                                      | 4:02         |
| 5.                  | «Imperial Starfleet Deployed/City in the Clouds»          | 6:04         |
| 6.                  | «Lando's Palace»                                          | 3:53         |
| 7.                  | «Betrayal at Bespin»                                      | 3:46         |
| 8.                  | «Deal with the Dark Lord»                                 | 2:37         |
| 9.                  | «Carbon Freeze/Darth Vader's Trap/Departure of Boba Fett» | 11:50        |
| 10.                 | «The Clash of Lightsabers»                                | 4:18         |
| 11.                 | «Rescue from Cloud City/Hyperspace»                       | 9:10         |
| 12.                 | «The Rebel Fleet/End Title»                               | 6:28         |
| Общая длительность: | Общая длительность:                                       | 61:42        |

## Награды и номинации
| Премия                         | Категория                            | Лауреаты и номинанты                                                                           | Результат |
| ------------------------------ | ------------------------------------ | ---------------------------------------------------------------------------------------------- | --------- |
| «Оскар»                        | Лучшая музыка                        | Джон Уильямс                                                                                   | Номинация |
| «Оскар»                        | Лучшая работа художника-постановщика | Норман Рейнольдс, Лесли Дилли, Гарри Ланж, Алан Томкинс (постановщики), Майкл Форд (декоратор) | Номинация |
| «Оскар»                        | Лучший звук                          | Билл Варни, Стив Маслоу, Грегг Ландакер и Питер Саттон                                         | Победа    |
| «Оскар»                        | Премия за особые достижения          | Брайан Джонсон, Ричард Эдланд, Деннис Мюрен, Брюс Николсон (за визуальные эффекты)             | Победа    |
| BAFTA                          | Лучшая музыка                        | Джон Уильямс                                                                                   | Победа    |
| BAFTA                          | Лучшая работа художника-постановщика | Норман Рейнолдс                                                                                | Номинация |
| BAFTA                          | Лучший звук                          | Питер Саттон, Бен Бёртт, Билл Варни                                                            | Номинация |
| «Золотой глобус»               | Лучшая музыка                        | Джон Уильямс                                                                                   | Номинация |
| «Сатурн»                       | Лучший научно-фантастический фильм   |                                                                                                | Победа    |
| «Сатурн»                       | Лучшая режиссура                     | Ирвин Кершнер                                                                                  | Победа    |
| «Сатурн»                       | Лучший актёр                         | Марк Хэмилл                                                                                    | Победа    |
| «Сатурн»                       | Лучший актёр второго плана           | Билли Ди Уильямс                                                                               | Номинация |
| «Сатурн»                       | Лучший сценарий                      | Ли Брэкетт и Лоуренс Кэздан                                                                    | Номинация |
| «Сатурн»                       | Лучший дизайн костюмов               | Джон Молло                                                                                     | Номинация |
| «Сатурн»                       | Лучшая музыка                        | Джон Уильямс                                                                                   | Номинация |
| «Сатурн»                       | Лучшие спецэффекты                   | Брайан Джонсон, Ричард Эдланд                                                                  | Победа    |
| Премия Гильдии сценаристов США | Лучший адаптированный сценарий       | Ли Брэкетт, Лоуренс Кэздан и Джордж Лукас                                                      | Номинация |
| «Хьюго»                        | Лучшая постановка                    | Ирвин Кершнер, Ли Брэкетт, Лоуренс Кэздан, Джордж Лукас                                        | Победа    |

Американский институт кинематографии:
- 100 лучших американских фильмов за 100 лет по версии AFI — Номинирование
- 100 самых остросюжетных американских фильмов за 100 лет по версии AFI — Номинирование
- 100 лучших героев и злодеев по версии AFI:
  - Дарт Вейдер — #3 Злодей
- 100 известных цитат из американских фильмов за 100 лет по версии AFI:
  - «I am your father.» — Номинирование
  - «Do, or do not. There is no try.» — Номинирование
- 100 лучших американских фильмов за 100 лет по версии AFI (версия 2008 года) — Номинирование

## Релизы

### Релиз на видео
В США фильм был выпущен VHS-изданием CBS/FOX Video. В СССР распространялся на «пиратских» VHS в переводах Леонида Володарского и Андрея Гаврилова. В России в 2000 году компания «Лазер Видео» выпустила фильм на VHS вместе с остальными частями оригинальной трилогии в специальной редакции 1997 года.

### Кассовые сборы
Премьера состоялась в ограниченном количестве кинотеатров, которые находились в больших мегаполисах, потому что фильм был впервые выпущен только на 70-мм плёнке. По прошествии многих недель фильм был выпущен на стандартной 35-мм плёнке для остальных кинотеатров Северной Америки и по всему миру.
Фильм собрал 10 840 307 долларов в первый уик-энд в ограниченном выпуске. Когда картина вернулась в кино в 1997 году, она собрала 21 975 993 долларов за первые выходные. По состоянию на 2007 год фильм собрал 290 475 750 долларов только в США и 538 375 000 долларов во всём мире.
В 2020 году произошёл повторный релиз картины.

### DVD-релиз
Фильм был выпущен на DVD в сентябре 2004 года, в комплекте с «Новой надеждой», «Возвращением джедая», а также включал в себя бонусный диск дополнительных материалов. Плёнка подверглась цифровому ремастерингу и была смонтирована с дополнительными изменениями, внесёнными Джорджем Лукасом. Бонусы включают в себя комментарии Джорджа Лукаса, Ирвина Кершнера, Бена Берта, Денниса Мьюрена и Кэрри Фишер, а также обширный документальный фильм под названием «Империи Мечты: история трилогии Звёздных войн». Также включены несколько короткометражек, тизеры, трейлеры, ТВ-рекламы, галереи, демоверсии видеоигр и предварительный просмотр «Мести ситхов».
Фильм был переиздан вновь на отдельном двухдисковом DVD-издании в течение короткого периода времени с 12 сентября 2006 года по 31 декабря 2006 года, на этот раз с оригинальной неизменяемой версией фильма в качестве бонусного материала. Был также переиздан в трилогии 4 ноября 2008 года.

### Blu-ray релиз
14 августа 2010 года Джордж Лукас объявил, что все шесть фильмов Star Wars будут выпущены на Blu-ray осенью 2011 года. Релиз состоялся в сентябре 2011 года в трёх разных изданиях.

### Переиздание в 3D
28 сентября 2010 года было объявлено, что все шесть фильмов будут преобразованы в 3D-формат. Их планировалось переиздавать в порядке внутренней хронологии, начиная с первого эпизода, который был выпущен в феврале 2012 года. Эпизод «Империя наносит ответный удар» планировалось повторно издать в 3D-формате в 2016 году, однако в связи с покупкой компанией The Walt Disney Company 30 октября 2012 года компании Lucasfilm и сообщением о выпуске нового эпизода «Звёздных войн» в 2015 году от этой идеи было решено отказаться и пустить все силы на работу над новой трилогией.

## Критика
Мне трудно находить общий язык с теми, кто не считает, что «Империя наносит ответный удар» — это самый главный фильм трилогии.
Картина «Империя наносит ответный удар» возглавила список журнала Empire «301 величайший фильм всех времён», для которого были опрошены 250 тысяч кинофанатов. Создатель кинофраншизы Джордж Лукас сказал, что это честь для него. Он сказал: «Людям так нравится пятый эпизод частично из-за того, что он такой мрачный. Это большая история, но так получилось, что во втором акте всё становится мрачным».

## Новеллизации
Первая новеллизация по фильму была выпущена 12 апреля 1980 года, и опубликованные компанией Del Rey Books. Новеллизация была написана Дональдом Ф. Глутом, и была основана на сценарии Джорджа Лукаса.
Это новеллизация была впервые опубликована, как Star Wars: The Empire Strikes Back. Тем не менее, в более позднем издании она была переименована в «Звёздные войны: Эпизод V: Империя наносит ответный удар», в соответствии с изменением названия саги. Как и в других новеллизациях трилогии «Звёздных войн», для объяснения событий истории добавлена справочная информация помимо той, что показана в фильме.

### Комикс
Компания Marvel Comics опубликовала графическую адаптацию книги «Империя наносит ответный удар», написанную Арчи Гудвином и проиллюстрированную Алем Уильямсоном и Карлосом Гарсоном. Этот комикс был опубликован в сопровождении к премьере фильма в 1980 году. Она была опубликована одновременно в нескольких форматах: в виде журнала и в виде комикса.

### Видеоигры
Видеоигры на основе фильма были выпущены для нескольких консолей. Кроме того, некоторые видеоигры частично основаны на фильме. В 1982 году Parker Brothers выпустила игру «Star Wars: Империя наносит ответный удар» для Atari 2600, которая показала атаку на AT-AT на Хоте. Также существовала аркадная игра «Звёздные войны. Империя наносит ответный удар», вышедшая в 1985 году. В игре представлены знакомые последовательности боя и вид от первого лица. Конкретные сражения включают в себя битвы на Хоте и последующее бегство «Сокола тысячелетия» через поле астероидов. Позже, в 1988 году, игра была выпущена для ZX Spectrum, Amstrad CPC, Commodore 64, BBC Micro, Atari ST и Commodore Amiga.
В 1992 году JVC выпустила под руководством LucasArts видеоигру, также под названием «Star Wars: Империя наносит ответный удар», для Nintendo Entertainment System (NES). Игрок выступает в роли Люка Скайуокера и проходит всю историю Скайуокера, как показано в фильме. В 1992 году Ubisoft выпустила версию для Game Boy.